# Doug Bowser
Doug Bowser (sinh ngày 28 tháng 8 năm 1965) là một doanh nhân người Mỹ. Ông hiện là Chủ tịch Nintendo of America, kế nhiệm Reggie Fils-Aimé vào năm 2019. Trước đây ông đã từng làm việc cho Procter & Gamble và Electronic Arts.

## Sự nghiệp ban đầu
Bowser tốt nghiệp Đại học Utah năm 1984, tiếp tục làm việc tại Procter & Gamble từ năm 1984 đến năm 2007, bao gồm việc đảm nhận vị trí giám đốc tiếp thị khách hàng cho khu vực Mỹ Latinh từ 1998 đến 2004, và đội chăm sóc khách hàng của công ty Safeway đội năm 2004 đến năm 2007. Bowser làm việc tại Electronic Arts từ năm 2007 đến năm 2015, đảm nhận chức vụ Phó chủ tịch hoạch định nhu cầu toàn cầu.

## Nintendo
Bowser gia nhập Nintendo vào năm 2015 với tư cách là Phó chủ tịch bán hàng và tiếp thị, sau đó thăng chức lên Phó chủ tịch cấp cao bán hàng và tiếp thị vào giữa năm 2016, nơi ông giám sát việc quảng bá và phát hành Nintendo Switch ở Bắc Mỹ.
Tháng 2 năm 2019, chủ tịch kiêm giám đốc điều hành của Nintendo of America, Reggie Fils-Aimé tuyên bố nghỉ hưu và Bowser được chỉ định làm người kế nhiệm cho vị trí chủ tịch công ty vào tháng 4 năm 2019. Chức vụ này bao gồm cả đảm nhận vai trò là người đại diện của Nintendo trong Hiệp hội Phần mềm Giải trí.
Ngay từ những ngày đầu tiên, việc Bowser trùng họ với nhân vật phản diện chính của loạt Mario là Bowser, đã thu hút sự quan tâm của dư luận khi Nintendo tuyển dụng Bowser, và là chủ đề của những phản ứng hài hước trên mạng khi ông thăng chức chủ tịch. BBC gọi đây là "một trong những trường hợp độc đáo nhất của thuyết định mệnh từ trước đến nay". Nintendo đề cập đến sự giống nhau về tên gọi như một trò đùa trong buổi giới thiệu Nintendo Direct E3 2019. Bowser nói ông không thấy có vấn đề gì với những trò đùa như vậy "Đó là một tín hiệu, rằng chúng tôi có một lượng người theo dõi tuyệt vời, cuồng nhiệt và người hâm mộ của chúng tôi đang đón nhận nó. Thật là kinh điển khi chúng tôi trùng tên, và đôi khi cũng rất thú vị, chúng tôi vẫn rất vui vẻ với trò đùa đó, nhưng chúng tôi là hai nhân vật rất, rất khác nhau. Mặc dù vậy, tôi không cảm thấy phiền gì cả."